# Hypnotized
Hypnotized er en amerikansk stumfilm fra 1910.